# Matthias Petzold

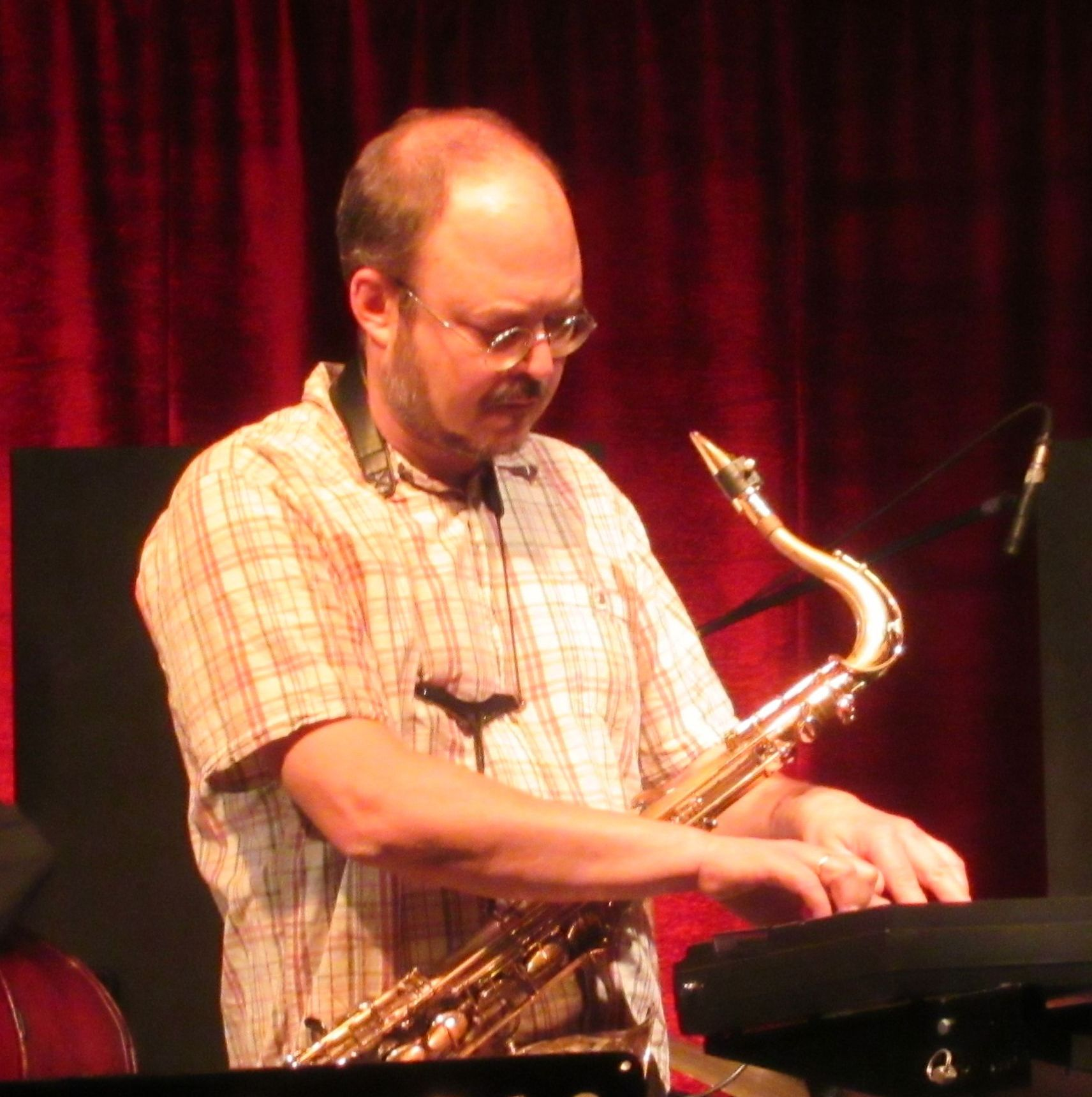
Matthias Petzold 2015

Matthias Petzold (* 25. April 1964 in Brühl) ist ein deutscher Jazzmusiker (Saxophone, auch Violoncello, Komposition).

## Leben und Wirken
Petzold lernte zunächst Cello, später Klarinette und Saxophon. Zwischen 1984 und 1992 studierte er an der Jazz-Abteilung der Hochschule für Musik und Tanz Köln bei Heiner Wiberny; mit dem Staatsexamen für Instrumentalpädagogik und der künstlerischen Reifeprüfung absolvierte er sein Studium. 
Petzold gehörte zunächst zur Gunter Hampel Big Band sowie den Bands Zikzak und Elephant Talk. 1990 gründete er ein eigenes Sextett, 2010 sein Ensemble Hochhäuser.
Seit Ende der 1980er Jahre komponiert Petzold für eigene Bands und Projekte, aber auch beauftragt von WDR Big Band („Rainbow Dancer“, 1989) und WDR Rundfunkorchester; er schuf Werke für unterschiedliche Besetzungen vom Trio bis hin zu Big Band und Sinfonieorchester; 2019 entstand seine Jazzmesse Giver of Life für Chor und Jazzband, die in der Antoniterkirche in Köln uraufgeführt wurde. Auf seinem eigenen Label Indigo-Records veröffentlichte er bis 2022 elf Tonträger mit eigenen Werken. Weiterhin verfasste er eine zweibändige Saxophonschule, das Lehrwerk Harmonik in der Jazzimprovisation und Kompositionen für den Saxophonunterricht, die allesamt im AMA Verlag erschienen.
Seit 1988 ist Petzold zudem an der Kunst- und Musikschule der Stadt Brühl als Saxophonlehrer tätig; dort leitet er auch die Jazz-Combos Jazz-Aliens und Blechlawine.

## Diskographische Hinweise
- Esperanto-Music Lifelines (1992, mit Axel Dörner, Peter Bolte, Joachim Petzold, Volker Heinze, Peter Kahlenborn)
- Ulysses (1997, mit Bruno Leicht, Dietmar Kruse, Stefan Döring, Jürgen Friedrich, Gregor Lindemann, Ralf Schläger sowie Joachim Petzold)[4]
- Pangäa Suite für Big Band (2007, mit Matthias Bergmann, Klaus Heidenreich, Heiner Wiberny, Pablo Held, Uli Brodersen, Roland Höppner u. a.)
- Hochhäuser Live im Loft; Klarinettenquintette (2018, mit François de Ribaupierre, Jan Klinkenberg, Andi Reisner, Stefan Rey, Thomas Esch)
- Giver of Life – Messe in unterschiedlichen Rhythmen und Sprachen (2019, mit Janning Trumann, Norman Peplow, Stefan Rey, Thomas Esch, Chor Voices unter Leitung von Matthias Haarmann)
- Ankole Hills – Suite für Bigband und Solisten (2022, mit Francois de Ribeaupierre, Maxim Zettel, Benedikt Göb, Gerit von Stockhausen, Curuba Jazz Orchester)

## Schriften (Auswahl)
- Harmonik in der Jazzimprovisation. AMA Verlag, Brühl 2022.